# Petit Balcon Sud
Le Petit Balcon Sud est un sentier de randonnée de France situé en Haute-Savoie, dans la vallée de Chamonix. Il relie Argentière aux Bossons, en rive droite de l'Arve, sur le bas de l'adret des Aiguilles Rouges, entre 1 200 et 1 300 mètres d'altitude. Il se prolonge à son extrémité sud par le Petit Balcon qui mène au parc animalier de Merlet.
En amont, à mi-pente de l'adret des Aiguilles Rouges se trouve le Grand Balcon Sud par lequel transitent le sentier de grande randonnée Tour du Mont-Blanc et le sentier de grande randonnée de pays Tour du Pays du Mont-Blanc et de l'autre côté de la vallée, sur l'ubac du massif du Mont-Blanc se trouvent le Petit et le Grand Balcon Nord.